# Plebe Rude
Plebe Rude est un groupe brésilien de post-punk, originaire de Brasilia.

## Histoire

### Origines
Le groupe est formé au début des années 1980 par Philippe Seabra, Gutje Woorthmann, André « X » Mueller et Jander « Ameba » Bilaphra, plus précisément le 7 juillet 1981, lorsque Philippe, André et Gutje ont écrit le morceau Pressão Social. Les quatre membres avaient des préférences différentes dans le genre punk rock, mais ils étaient unis par leur admiration pour les Clash, et ils reprennent même le groupe sous le nom de Clash City Rockers. Ils font également partie de la Turma Colina, qui comprenait d'autres groupes tels que Aborto Elétrico (qui donn ensuite naissance à Capital Inicial), Metralhas et d'autres encore.
Une étape importante est franchie lorsque Plebe Rude et Legião Urbana donnent un concert lors d'un festival de rock à Patos de Minas le 5 septembre 1982, le premier concert de Legião Urbana nouvellement formé, en première partie de Plebe Rude. Après les concerts, ils ont été arrêtés pour leurs paroles, Plebe Rude pour un morceau intitulé Voto em Branco et Legião Urbana pour Música Urbana 2, mais ils sont tous relâchés après que la police locale ait été informée par eux-mêmes qu'ils venaient de Brasilia, craignant qu'ils ne soient les enfants de politiciens.

### Consolidation et pause
Plebe Rude attire l'intérêt partout où il passe. Ils jouent dans toutes les discothèques importantes de l'axe Rio-São Paulo et même au Circo Voador. C'est lors d'un de ces concerts au Circo Voador qu'ils rencontrent Herbert Vianna, qu'ils avaient « honoré » dans le morceau Minha Renda. Au début, la rencontre entre le Plebe Rude et le Paralama est tendue, mais Herbert comprend vite les sarcasmes subtiles de Plebe Rude, et devient dès lors l'une des personnes qui aident le Plebe Rude à se faire connaître au niveau national. Herbert devient le parrain du premier album de Plebe, qu'il recommande à EMI. O concreto já rachou, le premier album du groupe, sort sous la direction de Herbert et comprend sept titres, avec Fernanda Abreu (alors chanteuse de Blitz) sur le morceau Sexo e Karatê, George Israel (de Kid Abelha) jouant du saxophone et Renato Russo étant chargé du communiqué de presse. Il sort en février 1986, avec deux représentations du groupe à la discothèque Noites Cariocas, les 14 et 15 février.
Plebe se sépare officiellement en 1994, lorsque Seabra déménage à New York, où il forme le groupe Daybreak Gentlemen. Le groupe se reforme en 1999 pour jouer dans la boîte de nuit new-yorkaise Noites Cariocas. En 1999, le groupe se reforme pour jouer au festival Porão do Rock '99 à Brasilia, réunissant les membres d'origine. Depuis lors, ils reprennent leurs activités. 

### Retour
En 2010, le groupe signe avec le label discographique Coqueiro Verde, et confirme la sortie d'un album au premier semestre 2011. Toujours en 2010, le titre The Wake, version en anglais de A Ida, figure sur la bande originale du film Federal, avec Selton Mello, Michael Madsen et Carlos Alberto Riccelli, et réalisé par Erik de Castro. Le groupe quitte le groupe en 2011 après la sortie du DVD Rachando Concreto. La même année, après la sortie du DVD Rachando Concreto, le batteur Txotxa quitte le groupe pour jouer dans Natiruts, Marcelo Capucci prenant sa place. La même année, le premier album du groupe (O Concerto Já Rachou, 1986) est réédité dans le cadre du coffret documentaire Rock Brasília, aux côtés des premiers albums de Capital Inicial et Legião Urbana. En 2012, il continue à donner des concerts dans le cadre de la tournée DVD, notamment au festival Lollapalooza Brasil, et au cours du second semestre de l'année, il commence à enregistrer des morceaux pour un nouvel album d'inédits.
En mars 2014, le groupe finalise son sixième album studio intitulé Nação Daltônica, sorti en novembre sur le label Substancial Music, ainsi que des concerts en première partie du groupe américain Guns N' Roses à Brasilia et São Paulo,.
En 2016, le groupe sort le documentaire A Plebe é Rude, en partenariat avec Pietá Filmes et Canal Brasil. En novembre, le groupe fait à nouveau la première partie des concerts de Guns N' Roses, cette fois à São Paulo, Rio de Janeiro, Curitiba et Brasilia,,,.
En avril 2018, ils sortent l'album Primórdios 1981-1983 au format numérique. En 2019, ils sortent l'album Evolução - Volume I, conçu comme un opéra-rock,. Le premier single de l'album est le morceau A Mesma Mensagem. Le 7 juillet 2021, date de leur 40e anniversaire, ils sortent le single 68, extrait de l'album Evolução - Vol. II,,. En mars 2023, ils sortent l'album Evolução - Volume II, qui, avec la partie I, contient 28 chansons sur l'évolution humaine,,. 

## Style musical
Le style musical du groupe, plein de critiques sociales et politiques, reflète la culture de l'époque, mais avec une plus grande préoccupation pour la composition et l'élaboration d'arrangements et de mélodies. Pour ces raisons, il est considéré comme un mélange de rock et d'influence anglaise, avec son invasion new wave des années 1980. Ses thèmes évoquent les incertitudes politiques du pays, de la fin de la dictature à nos jours, et le comportement des êtres humains face aux difficultés de la vie. Leurs paroles sont pleines de critiques sociales, comme Até quando esperar, Johnny vai à guerra (outra vez) et Censura, parmi beaucoup d'autres. 

## Membres

### Membres actuels
- Philippe Seabra – guitare, chant (1981–1994, depuis 1999)
- Clemente Nascimento – guitare, chant (depuis 2004)
- André X – basse, chant (1981–1994, depuis 1999)
- Marcelo Capucci – batterie (depuis 2011)

### Anciens membres
- Jander Bilaphra – guitare, chant (1981–1990, 1999–2004)
- Gutje Woortmann – batterie (1981–1991, 1999–2003)
- Rodrigo Txotxa – batterie (2006–2011)

## Discographie

### Albums studio
- 1986 : O Concreto Já Rachou (EMI)
- 1987 : Nunca Fomos Tão Brasileiros (EMI)
- 1988 : Plebe Rude (EMI)
- 1993 : Mais Raiva Do Que Medo (Natasha Records)
- 2006 : R ao Contrário (L&C Editora)
- 2014 : Nação Daltônica (Substancial Music)
- 2019 : Evolução - Vol. I (indépendant)
- 2023 : Evolução - Vol. II (indépendant)

### Albums live
- 2000 : Enquanto a Trégua Não Vem (EMI)
- 2011 : Rachando Concreto: Ao Vivo em Brasília (Coqueiro Verde)
- 2018 : Primórdios 1981 - 1983 (Ao Vivo) (livre audio)[21]

### Compilations
- 1997 : Portfólio (EMI)
- 1998 : Preferência Nacional (EMI)
- 2001 : Para Sempre (EMI)
- 2002 : Identidade (EMI)
- 2003 : 2 em 1 (O Concreto Já Rachou et Nunca Fomos Tão Brasileiros réédités en CD) (EMI)
- 2012 : Brasília (EMI)